# Kamalnagar
Kamalnagar (en bengali : কমলনগর) est une upazila du Bangladesh dans le district de Lakshmipur.